# Херефордшир
Херефордшир (енгл. Herefordshire) је традиционална грофовија Енглеске.